# Alexander Mach

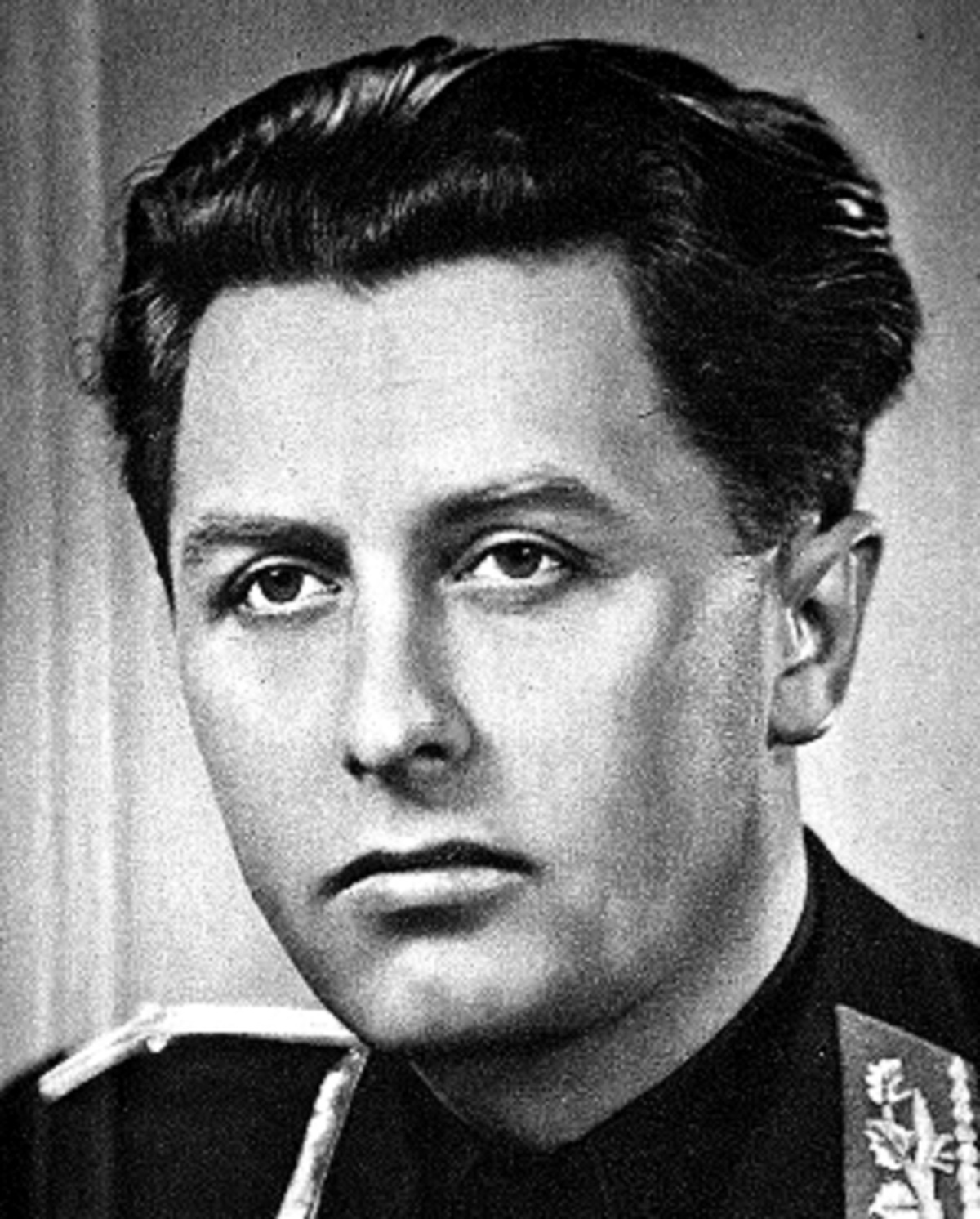
Alexander Mach.

Alexander Mach, kallad Šaňo Mach, född 11 oktober 1902 i Tótmegyer, död 15 oktober 1980 i Bratislava, var en slovakisk journalist och politiker. 
Innan andra världskriget arbetade Mach som journalist. Under kriget var han en av de mäktigaste inom den tyskstödda Slovakiska republiken i egenskap av befälhavare för Hlinkagardet 1939–1945, propagandaminister 1939 och inrikesminister samt vice premiärminister 1940–1944 i Vojtech Tukas regering. Mach tillhörde, tillsammans med bland andra Tuka, det styrande Slovakiska folkpartiets radikala falang och stödde aktivt Tredje riket och nazismen. Han var medansvarig för förföljelserna av slovakiska judar och antifascister i den tyskstödda republiken.
Mot slutet av andra världskriget arresterades Mach av de tjeckoslovakiska myndigheterna och dömdes till döden för sin kollaboration med Nazityskland. Straffet omvandlades sedermera till 30 års fängelse, varifrån han släpptes 1968.